# Dino Bardot
Dino Bardot, właśc. Donald Barr (ur. 8 maja 1972 w Glasgow) – szkocki muzyk, gitarzysta indierockowego zespołu Franz Ferdinand. Wcześniej związany z zespołami V-Twin, Stinky Munchkins, 1990s, Wife vs Secretary oraz The Yummy Fur.

## Życiorys
Jest absolwentem malarstwa artystycznego na Duncan of Jordanstone College of Art & Design w Dundee. W 2016 roku ukończył studia magisterskie na kierunku dźwięk w obrazie ruchomym na Glasgow School of Art. Zajmował się również projektowaniem graficznym, wideo i dźwiękiem komercyjnym.
Związany był zespołem protopunkowym V-Twin jako gitarzysta, którego pierwszy i jednocześnie jedyny album studyjny, The Blues Is A Minefield, został wydany w 2002 roku nakładem Domino. 
W styczniu 2007 wraz z Darylem Dollem (wokal, instrumenty perkusyjne), Charliem Milnem (gitara), Mattem Gallusem (gitara basowa) i Bixem Cosmo (perkusja) założył zespół Stinky Munchkins, gdzie był gitarzystą i wokalistą. Zespół w sierpniu tego samego roku wydał singiel „Release the Lions”. 
Pod koniec 2007 roku dołączył do zespołu rockowego 1990s. W zespole zastąpił basistę Jamiego McMorrowa, dołączając do Jackiego McMorrowa (gitara, wokal) i Michaela McGaughrina (perkusja). Brał udział w nagraniu drugiego albumu zespołu pn. Kicks, który ukazał się w marcu 2009 roku nakładem Rough Trade Records. 
W 2012 roku dołączył do Charliego Milne'a (wokal, pianino), Ally'ego Battena (gitara basowa) i Marka O'Donnella (perkusja) tworząc zespół Wife vs Secretary. 
W 2017 roku został basistą reaktywowanego zespołu The Yummy Fur, w którego skład wchodzili oryginalny członek zespołu Jackie McKeown (wokal, gitara) i Paul Thomson (perkusja). 
W 2017 roku dołączył wraz z multiinstrumentalistą Julianem Corriem do indierockowego zespołu Franz Ferdinand jako gitarzysta. Pierwszą płytą studyjną, którą opracował wraz z zespołem, był album Always Ascending wydany 9 lutego 2018 roku w wytwórni Domino.
Mieszka w Glasgow.